# Músculo risorio
El músculo risorio se encuentra en el lado de la cara; de pequeño tamaño y forma triangular.

## Inserciones
El músculo risorio toma origen hacia atrás, por uno o muchos haces, en el tejido celular que cubre la región parotídea. Estos haces de origen pueden algunas veces extenderse hasta el esternocleidomastoideo, o bien no pasar del masetero.
Desde estos diferentes puntos de origen, convergen todos hacia la comisura labial y terminan en parte en la piel y en parte en la mucosa interna.

## Relaciones
- Cara superficial- se corresponde con la piel en toda su extensión.
- Cara profunda- descansa sucesivamente sobre la parótida, el masetero y el buccinador.
- Borde superior- es casi horizontal.
- Borde inferior- oblicuamente ascendente, se corresponde con el platisma, que sigue a corta diferencia la misma dirección y con el cual a menudo se confunde más o menos.

## Vascularización
Es vascularizado por la arteria facial y transversa facial, ambas ramas de la carótida externa.

## Inervación
Lo inervan filetes bucales inferiores que provienen de la rama cervicofacial del nervio facial.

## Acción
Retrae la comisura labial.  Cuando los dos músculos homólogos se contraen juntos, aumentan el diámetro transversal de la boca, disposición que caracteriza la sonrisa, y de aquí el nombre del músculo.
- Datos: Q841536
- Multimedia: Risorius / Q841536